# مانوئل گونزالس
مانوئل گونزالس (زاده مارس ۱۹۱۳- درگذشته ۳۱ مارس ۱۹۹۳) یک طراح کمیک‌های دیزنی اسپانیایی-آمریکایی بود. او از سال ۱۹۴۰ تا ۱۹۸۱ روی کمیک استریپ میکی موس کار کرد.
گونزالس در سال ۱۹۱۸ از اسپانیا از طریق جزیره الیس به ایالات متحده مهاجرت کرد و در سپتامبر ۱۹۳۶ در استودیوی والت دیزنی استخدام شد، جایی که در ابتدا به عنوان یک «طراح میانی» در چندین داستان انیمیشن کوتاه و فیلم سینمایی سفید برفی و هفت کوتوله، و همچنین به عنوان یک هنرمند در بخش تبلیغات، مشغول به کار شد.